# Rhine (Wisconsin)
Rhine es un pueblo ubicado en el condado de Sheboygan en el estado estadounidense de Wisconsin. En el Censo de 2010 tenía una población de 2.134 habitantes y una densidad poblacional de 23,77 personas por km².

## Geografía
Rhine se encuentra ubicado en las coordenadas 43°51′30″N 87°58′21″O / 43.85833, -87.97250. Según la Oficina del Censo de los Estados Unidos, Rhine tiene una superficie total de 89.78 km², de la cual 86.65 km² corresponden a tierra firme y (3.48%) 3.12 km² es agua.

## Demografía
Según el censo de 2010, había 2.134 personas residiendo en Rhine. La densidad de población era de 23,77 hab./km². De los 2.134 habitantes, Rhine estaba compuesto por el 98.5% blancos, el 0.05% eran afroamericanos, el 0.09% eran amerindios, el 0.84% eran asiáticos, el 0% eran isleños del Pacífico, el 0.05% eran de otras razas y el 0.47% pertenecían a dos o más razas. Del total de la población el 0.61% eran hispanos o latinos de cualquier raza.